# ریو ساکای
ریو ساکای (انگلیسی: Ryo Sakai؛ زادهٔ ۹ اوت ۱۹۷۷) بازیکن فوتبال اهل ژاپن است.